# Teemu Selänne
Teemu Selänne (født 3. juli 1970) er en tidligere finsk ishockeyspiller. Han spillede senest  for Anaheim Ducks i NHL.